# ヒュー・W・ハドレイ (駆逐艦)
| USS Hugh W. Hadley | |
| 艦歴               | |
| 発注               | |
| 起工               | 1944年2月6日 |
| 進水               | 1944年7月16日 |
| 就役               | 1944年11月25日                                                                                                   |
| 退役               | 1945年12月15日                                                                                                   |
| 除籍               | 1946年1月8日 |
| その後             | 1947年9月2日スクラップとして売却                                                                                 |
| 性能諸元           | |
| 排水量             | 2,200トン |
| 全長               | 376 ft 6 in (114.76 m)                                                                                           |
| 全幅               | 40 ft 0 in (12.0 m)                                                                                              |
| 吃水               | 15 ft 8 in (4.78 m)                                                                                              |
| 機関               | 2軸推進、60,000 shp (45 MW)                                                                                      |
| 最大速             | 34 ノット (63 km/h)                                                                                              |
| 航続距離           | 6,500 海里 (12,000 km) 15ノット時                                                                                |
| 兵員               | 士官、兵員336名                                                                                                  |
| 兵装               | 38口径5インチ砲6基 ボフォース40mm機銃12基 エリコン20mm機銃11基 21インチ魚雷発射管10基 爆雷軌条2軌、爆雷投射機6基 |

ヒュー・W・ハドレイ(USS Hugh W. Hadley, DD-774)は、アメリカ海軍の駆逐艦。アレン・M・サムナー級駆逐艦の一隻。
艦名は海軍将校でありシルバースターを受章したヒュー・ウィリアム・ハドレイに因む。

## 艦歴
ヒュー・W・ハドレイはロサンゼルスサンペドロのベツレヘム造船所にて建造され、ハドレー夫人の後援により1944年7月16日に進水、1944年11月25日に就役した。 
カリフォルニア沖でのシェイクダウンの後、1945年2月21日に護衛空母ラーニーとともに真珠湾に向かった。2月27日に入港し、ウルシー環礁および沖縄に向けて直ちに再出港した。
3月25日に多数の戦車揚陸艦とその護衛艦とともに日本列島の拠点に向かい、3月31日に沖縄に到着した。夜間上陸の際、ハドレイは戦車揚陸艦の一団を率いて海岸に向かい、日本の航空機を迎撃した。4月1日の朝、部隊と装備の上陸を見届けた後、輸送海域の外側で対潜哨戒任務に就いた。陸上での激しい戦闘が続く中、ハドレイは潜水艦や航空機から自軍の護衛に貢献した。4月4日まで哨戒を続けた後、輸送船団とともに出港し4月14日にサイパンに到着した。
しかしハドレイはすぐに沖縄に戻り、4月27日には外洋の哨戒を再開した。その後数日間数々の空襲を迎撃し、墜落した戦闘機のパイロットを救出および対潜哨戒を実施した。
レーダー索敵艦が不足していたため、ハドレイは5月10日の午後に索敵任務に就いた。駆逐艦エヴァンスと4隻の小型艦艇とともに、沖縄の西15地点に着任し、翌朝早くから、迫り来る日本軍に対応するための航空機の索敵を開始した。5月11日の未明、日本軍が沖縄の米軍に対して6度目の攻撃を行い、ハドレイとエヴァンスは2時間近く激しい攻撃にさらされた。その攻撃機は150機ほどであった。エヴァンスが突入による深刻な損害を負い午前9時頃に航行不能となったため、ハドレイは単独で交戦を続けた。9時20分頃、前方と後方から同時に10機の航空機による攻撃を受けこれを撃破したが、艦尾に爆弾が1発命中、さらに桜花の突入を受た。対空砲の弾薬も底をつき、再度特攻機の突入を受け、50名を除く乗員は救命ボートへの退艦を命じられ、残った乗員は消火活動や被害対策にあたった。ヒュー・W・ハドレイは、機関室が浸水したものの、ダメージコントロールにより沈没は免れ、伊江島に到着した。この日の戦闘により28名の乗組員の命が奪われ、67名が負傷した。
この戦いの間、ハドレイは23機の撃墜およびその他の数機の撃墜支援に貢献した。応急修理の後、5月14日に慶良間諸島に曳航された。その後、1945年7月15日に沖縄の中城湾に運ばれ、その後真珠湾を経由してカリフォルニア州に到着した。損傷が激しく修理は不可能と判断され、1945年12月15日に退役、1947年9月2日にスクラップとして売却された。

## 受章
ハドレイは、第二次世界大戦の戦功による従軍星章1個に加え、1945年5月11日の沖縄沖海戦での活躍により大統領殊勲部隊章を受章した。また、同艦の乗組員数名も、戦争中の行動に対して勲章を授与された。